# Mover Participações
Mover Participações ou Mover (previamente Grupo Camargo Corrêa) é um conglomerado de capital fechado, administrado pela holding Mover Participações, de capital fechado e controle familiar, com sede na cidade de São Paulo, que tem atuação em setores fundamentais da economia: engenharia e construção, cimento, concessões de transporte e mobilidade urbana, indústria naval e offshore e incorporação imobiliária.
O atual Presidente do Conselho de Administração é Wilson Brumer.

## História
O início do grupo foi em 27 de março de 1939 na cidade de São Paulo, capital do estado de mesmo nome, com a fundação de uma construtora, cuja razão social era Camargo, Corrêa & Companhia Limitada – Engenheiros e Construtores.
Os sócios fundadores foram Sebastião Camargo, Sylvio Brand Corrêa e Mauro Marcondes Calasans. A sede era na rua Xavier de Toledo, centro da capital paulista e o investimento inicial aplicado foi de 200 contos de réis.
Ao longo da sua trajetória, o grupo se diversificou em várias áreas de negócios, incluindo obras de infraestrutura no Brasil e no exterior: A empresa cresceu no ramo de engenharia e construção, principalmente entre 1968 e 1973, período conhecido como do "milagre econômico brasileiro", tornando-se um grupo diversificado.[carece de fontes?]

### Barragem de Campos Novos
O grupo também participou do consórcio (Engevix Engenharia e GE-Andritz Hydro & Inepar do Brasil responsável pela construção da Barragem de Campos Novos, em Santa Catarina que desmoronou em junho de 2006 causando extensos danos a região, tanto ambientalmente quanto para os moradores. O prejuízo foi estimado em aproximadamente 1 bilhão.

### Investigações da Operação Castelo de Areia
Em março de 2009, a Polícia Federal (PF) deflagrou a Operação Castelo de Areia, que investigou indícios de crimes financeiros praticados pela construtora.
As investigações da PF apontaram para doações ilegais a sete partidos: PSDB, PSD, PSB, PDT, DEM, PP e o PMDB do Pará. O DEM, PPS e PSDB negaram ter recebido doações ilegais da construtora.
Em 1 de dezembro de 2009 o Ministério Público Federal (MPF) indiciou Fernando Botelho, vice-presidente da empresa e mais dois diretores do grupo por crime de corrupção, fraude, falsidade ideológica, sonegação, lavagem de dinheiro e formação de quadrilha.
Em janeiro de 2010, a justiça autorizou a PF a abrir 19 inquéritos para apurar atos de corrupção ativa e passiva envolvendo o grupo, órgãos, agentes públicos e obras, dentre as quais o Rodoanel Mário Covas e a Linha 4 do Metrô de São Paulo.
Em 5 de abril de 2011, a 6ª Turma do Superior Tribunal de Justiça (STJ) decidiu que as escutas telefônicas e apreensão de documentos não tinham validade legal, pois foram autorizadas com base em uma única denúncia anônima, sem investigação preliminar ou indício de irregularidades, o que afrontava a garantia dos direitos individuais estabelecidos na Constituição Federal. Esta decisão na prática encerrou os atos jurídicos decorrentes da operação.

### 2013
Em 2013, atuava em 20 estados brasileiros e em 22 países, encerrando o ano com 65 mil funcionários. Suas áreas de atuação naquele ano eram: engenharia e construção, incorporação, naval, cimento, vestuário e calçados, concessões de transporte e energia e outros (menos que 1% da receita) como o de agropecuária.
Com a morte em 20 de abril de 2013, da viúva de Sebastião Camargo, Dirce Navarro de Camargo, que estava no controle do grupo, este passou a ser controlado pelas filhas do casal, Renata de Camargo Nascimento, Regina Camargo Pires Oliveira Dias e Rosana Camargo de Arruda Botelho, representadas pelos maridos de Renata e Regina, respectivamente Luiz Roberto Ortiz Nascimento e Carlos Pires Oliveira Dias. O marido de Rosana, Fernando de Arruda Botelho, faleceu em 13 de abril de 2012 em um acidente aéreo na cidade de Itirapina, interior do estado de São Paulo. Ele já havia ocupado o cargo de vice-presidente do grupo e se afastou do cargo, indicando o americano Albrecht Curt Reuter-Domenech no seu lugar.

### Investigações da Operação Lava Jato
A construtora Camargo Correa também se tornou alvo da Operação Lava Jato da PF, que apura um esquema de lavagem de dinheiro e evasão de divisas envolvendo a estatal Petrobras. Deflagrada em 17 de março de 2014, a operação desmontou um esquema que, segundo as autoridades policiais, movimentou mais de 10 bilhões de reais (podendo passar de R$20 bi, de acordo com a força-tarefa do MPF). Em novembro de 2014, durante a 7ª fase da operação, batizada de Juízo Final, a 13ª vara da Justiça Federal de Curitiba emitiu uma série de mandados de prisão temporária e preventiva, busca e apreensão e de condução coercitiva de pessoas investigadas. Foi expedido um mandado de prisão preventiva para Eduardo Hermelino Leite, diretor vice presidente da Camargo Correa. A justiça ainda expediu um mandado de prisão temporária de cinco dias para João Ricardo Auler, presidente do conselho de administração da Construções e Comércio Camargo Correa e Dalton dos Santos Avancini, diretor presidente da Camargo Corrêa Construções e Participações. Ainda foi realizada uma condução coercitiva para Edmundo Trujillo, Diretor do Consórcio Nacional Camargo Correa.

### Mudança de nome
Em junho de 2018, a empresa mudou de nome de sua denominação atual para Mover Participações.

### Recuperação judicial
Em dezembro de 2024, a Mover junto com a sua subsidiária InterCement pediram recuperação judicial.

## Desempenho financeiro
| Receita líquida (em R$ milhões) | Receita líquida (em R$ milhões) | Receita líquida (em R$ milhões) | Receita líquida (em R$ milhões) | Receita líquida (em R$ milhões) | Receita líquida (em R$ milhões) | Receita líquida (em R$ milhões) | Receita líquida (em R$ milhões) | Receita líquida (em R$ milhões) | Receita líquida (em R$ milhões) | Receita líquida (em R$ milhões) |
| 2007                            | 2008                            | 2009                            | 2010                            | 2011                            | 2012                            | 2013                            | 2014                            | 2015                            | 2016                            | 2017                            |
| ------------------------------- | ------------------------------- | ------------------------------- | ------------------------------- | ------------------------------- | ------------------------------- | ------------------------------- | ------------------------------- | ------------------------------- | ------------------------------- | ------------------------------- |
| 10 484                          | 13 167                          | 16 183                          | 17 937                          | 17 304                          | 23 372                          | 25 821                          | 26 000                          | 21 500                          | 9 000                           | 10 400                          |

Em 2013, os principais negócios do Grupo - cimentos, engenharia e construção, concessões de energia e vestuário/calçados  - representaram 79% da receita líquida. O setor de cimentos foi o de melhor desempenho, representando  29,1%.
Participação na receita líquida do Grupo em 2013 de cada um desses principais negócios:
| Negócio            | Participação |
| ------------------ | ------------ |
| Cimento            | 29,1%        |
| Engª e construção  | 22,8%        |
| Concess.de energia | 13,8%        |
| Vest. e calçados   | 13,3%        |

## Áreas de atuação

### Cimento
A InterCement estava em 2013 entre os dez maiores produtores mundiais do setor, com quarenta unidades de produção em oito países, na América do Sul, Europa e África, sendo a unidade de negócio com maior participação na receita líquida do grupo.
A capacidade instalada naquele ano era de 46 milhões de toneladas/ano, comercializando, além de cimento, concreto e argamassas especiais. Seus mercados, além do Brasil, estavam também na Argentina, Portugal, Moçambique, Cabo Verde, Paraguai, África do Sul e Egito. Os principais mercados, além do Brasil, cuja participação em 2013 era de quase 20% (marcas Cauê e Cimpor), com 16 unidades de produção, estavam na Argentina, com participação de 46% (marca Loma Negra) e nove fábricas, no Paraguai, segundo maior produtor do país, com 30% de participação (marca Yguazú Cementos) e Portugal, onde encerrou aquele ano com 55% de participação (marca Cimpor), contando com cinco unidades de produção.
Em 2013, a InterCement comercializou 28,4 milhões de toneladas de cimento, 19% a mais que em 2012, resultando em receita líquida de R$ 7,526 bilhões, evolução de 7,6%.

### Concessões de transportes
A Camargo Corrêa Investimentos Infraestrutura participa do bloco de controle da Motiva (antigo Grupo CCR), o maior grupo privado de operação de infraestrutura de transporte na América Latina na área de rodovias, de transportes, como o Aeroporto de Juan Santamaria, em San José, na Costa Rica, de Quito e Curaçao. No final de 2012, a CCR administrava 2.438 quilômetros de rodovias nos estados do Rio de Janeiro, São Paulo e Paraná. A empresa também é a operadora da Linha Quatro do Metrô de São Paulo, que transportou 170 milhões de passageiros em 2012. A CCR tem 11.019 funcionários.

### Engenharia e construção civil
Nesse setor, o grupo é líder na construção de hidrelétricas com projetos na América do Sul e África. No Brasil, a companhia foi contratada para as obras de construção das hidrelétricas de Jirau, Belo Monte, Ituango e Batalha. Também participa da construção de linhas de metrô. refinarias, pontes, sistemas de abastecimento de água. Essa área emprega 25.134 pessoas.

### Incorporação
A Camargo Corrêa Desenvolvimento Imobiliário (CCDI) atua na incorporação de imóveis residenciais e comerciais e também no segmento da classe média emergente com a subsidiária HM Engenharia.

### Naval eoffshore
Duas empresas são destaque nessa área de atuação do grupo. O Estaleiro Atlântico Sul localizado no município de Ipojuca, no estado de Pernambuco, que hoje é a maior empresa de construção naval do hemisfério sul; e da Quip, especializada em implantar projetos de plataformas de petróleo offshore.

### Participações acionárias
- Camargo Corrêa Infra (2017): 100%
- Camargo Corrêa Equipamentos e Sistemas (1979): 100%
- InterCement (1967): 100%
  - Cauê Cimentos: 99,88%
  - Loma Negra (1926): 99,46%
    - Ferrosur Roca (1993): 80%
- Camargo Corrêa Energia (1997): 100%
- Camargo Corrêa Transportes (1998): 100%
- Camargo Corrêa Desenvolvimento Imobiliário (1996): 65,49%
- Arrossensal Agropecuária e Industrial (1965): 100%
- Estaleiro Atlântico Sul: 49,5%
- Motiva: 13,32%
- Unimar Transportes Coletivos

### Antigas áreas de atuação
- Serviços financeiros — Em 1997, o grupo vendeu o controle do Banco Geral do Comércio para o Santander.
- Siderurgia, gestão ambiental e aeroportuário — Em 2011, o grupo vendeu suas participações nos setores de siderurgia, gestão ambiental e aeroportuário.[26]
- Vestuário, calçados e têxtil — Em 23 de novembro de 2015 o grupo vendeu o controle da Alpargatas, dona de marcas como Havaianas, Osklen, Mizuno, Timberland e Dupé para a J&F Investimentos, dona da companhia de alimentos JBS, por 2,667 bilhões de reais, o que representa o preço de R$ 12,85 por ação.[27] Em 24 de outubro de 2018 o grupo vendeu o controle da Santista Têxtil para mexicana Siete Leguas.[28]
- Concessões de energia — Em 2017, o grupo vendeu sua participação na CPFL Energia para a chinesa State Grid Corporation.[29]